# Дряново (Ямболская область)
Дряново (болг. Дряново) — село в Болгарии. Находится в Ямболской области, входит в общину Тунджа. Население составляет 126 человек.

## Политическая ситуация
Кмет (мэр) общины Тунджа — Георги Стоянов Георгиев (коалиция в составе 2 партий: Болгарская социалистическая партия (БСП) и Болгарская социал-демократия (БСД)) по результатам выборов.